# Anono
 (août 2014).
Si vous disposez d'ouvrages ou d'articles de référence ou si vous connaissez des sites web de qualité traitant du thème abordé ici, merci de compléter l'article en donnant les références utiles à sa vérifiabilité et en les liant à la section « Notes et références ».
Anono est un grand village d’Abidjan, en Côte d'Ivoire. Appelé à l'origine Anongon, la zone est découverte par Angroan Aké, chasseur, en 1800. Il est situé dans l'Est de la commune de Cocody. Il s'agit d'un village Ébrié qui a connu une urbanisation rapide. Aujourd'hui, Anono est devenu un quartier de la commune de Cocody.
Anono a connu un drame le vendredi 12 mars 2021: l'effondrement d'un immeuble R+5. 